# Deudorix enganicus
Deudorix enganicus är en fjärilsart som beskrevs av Hans Fruhstorfer 1912. Deudorix enganicus ingår i släktet Deudorix och familjen juvelvingar. Inga underarter finns listade i Catalogue of Life.